# Ypsolopha nella
Ypsolopha nella là một loài bướm đêm thuộc họ Ypsolophidae. Loài này có ở Hoa Kỳ, bao gồm Arizona và Utah.
Sải cánh dài khoảng 21 mm.
Ấu trùng ăn các loài Abies.